# Dawid grający na harfie Saulowi
Dawid grający na harfie Saulowi – dwa obrazy olejne holenderskiego malarza Rembrandta.

## Geneza obrazu
Temat obrazu został zaczerpnięty ze Starego Testamentu z pierwszej księgi Samuela: 

Zaczął go [Saula] trapić duch zły (...). Rzekli więc słudzy Saula (...): Niech rozkaże nasz pan sługom swoim (...), a poszukają męża umiejącego grać na harfie (dosł. kinnor), aby ci zagrał, gdy przypadnie na cię zły duch od Boga, i ulży ci. (...) A gdy duch zły od Boga opadał Saula, Dawid brał harfę i grał na niej, i przychodziła na Saula ulga, i było mu lepiej, a duch zły odstępował od niego. (1 Sm 16,14-23).

 Po pewnym czasie Dawid stał się bardziej popularny wśród ludu i kobiet od Saula: 

I od tego dnia patrzył Saul na Dawida zazdrosnym okiem. A oto nazajutrz zły duch, zesłany przez Boga, opanował Saula, który popadł w szał wewnątrz swojego domu. Dawid tymczasem grał na cytrze, tak jak każdego dnia. Saul trzymał w ręku dzidę. I rzucił Saul dzidą, bo myślał: Przybiję Dawida do ściany”. Lecz Dawid dwukrotnie tego uniknął. Saul bardzo bał się Dawida. (1 Sm 18,9-12)

## Opis obrazu
Rembrandt wielokrotnie podchodził do tematu biblijnych bohaterów: Saula i Dawida. Prócz dwóch przedstawień Dawida grającego na harfie, namalował Dawid prezentujący Saulowi głowę Goliata, Pożegnanie Dawida z Jonatanem, Dawid odprawiający Uriasza (1660).
W Dawidzie grającym na harfie z 1630 roku, artysta wybrał moment, kiedy to młody Dawid po raz kolejny gra na cytrze, a Saul ze spokojem przysłuchuje się uzdrawiającej muzyce. Rembrandt namalował harfę, ponieważ taka nazwa instrumentu znajdowała się w holenderskiej, autoryzowanej przez Kościół, wersji Biblii Statenbijbel. Obecnie tłumaczy się ją jako cytra lub lutnia. Saul jest zwrócony w stronę widza, jedynie jego wzrok spoczywa na Dawidzie. W prawej dłoni mocna ściska włócznię. Dręczące go „złe duchy” nakazują mu cisnąć włócznię po raz wtóry w grajka. Zaciśnięta pięść i pozornie spokojna mina zapowiada kolejną próbę przybicia Dawida do ściany. Rembrandt w umiejętny sposób za pomocą światłocienia wyeksponował jedynie postać króla i fragment instrumentu z dłonią harfiarza. Dawid jest praktycznie niewidoczny, schowany w ciemnościach.

## Druga wersja
W 1656 roku Rembrandt namalował drugą wersję Dawida grającego na harfie. Saul siedzi po lewej stronie, a widoczny tym razem Dawid po prawej stronie gra na instrumencie. Król trzyma swój atrybut – włócznię, lecz tym razem wydaje się, iż demony nie mają jeszcze władzy nad nim. Słucha muzyki, która uważana była za lekarstwo kojące depresję. Piękna gra Dawida wzrusza Saula, który wyciera łzy o ciemną zasłonę.

### Proweniencja
Do 1891 roku obraz znajdował się w kolekcji P. George z Ay (Marne). W 1891 roku został zakupiony przez handlarza sztuki Duranda-Ruela z Paryża. W 1898 roku dzieło nabył Dr. Abraham Bredius z Hagi i wypożyczył je do muzeum Mauritshuis w Hadze. W 1946 roku muzeum odkupiło dzieło i do dziś znajduje się w jego kolekcjach.